# Diogo Nomura
Diogo Nomura ComMM (Registro, 3 de março de 1920 — São Paulo, 20 de maio de 2005) foi um advogado, cirurgião dentista e político brasileiro filiado ao Partido da Frente Liberal (PFL). Por São Paulo, foi deputado federal durante cinco mandatos e deputado estadual por dois, além de presidente da Câmara Municipal de Marília.
Formado em odontologia pela USP e em direito pela Universidade de São José dos Campos, Diogo Nomura teve longa carreira política, iniciada na cidade de Marília, estado de São Paulo, onde foi vereador de 1951 a 1954.
Em 1963, o deputado Diogo Nomura foi eleito para dois mandatos consecutivos na Assembleia Legislativa de São Paulo. Na década de 1970, foi deputado federal por cinco legislaturas, a última delas terminada em 1994.
Diogo Nomura foi um incansável defensor das tradições nipônicas no país, notadamente em São Paulo. Colaborou com dezenas de municípios, em especial Marília, para onde ajudou a levar 11 faculdades, entre elas a de medicina.
Foi presidente da Comissão de Relações Exteriores da Câmara Federal e chefiou missões parlamentares ao Japão, Taiwan, República Popular da China, Chile, Coreia do Sul, Paquistão, Índia, Itália, Portugal, Espanha, Dinamarca, Inglaterra, França, Alemanha e Áustria.
Em 1992, como deputado federal, Nomura foi admitido pelo presidente Fernando Collor à Ordem do Mérito Militar no grau de Comendador especial. Recebeu outras condecorações federais, como a Ordem do Rio Branco, Ordem do Congresso Nacional, Ordem do Mérito Naval, Ordem do Mérito Aeronáutico e Ordem do Mérito Santos Dumont. Em São Paulo, recebeu, entre outras, a Ordem do Ipiranga.